# Wiedergeltingen
Wiedergeltingen là một đô thị ở huyện Unterallgäu bang Bayern, Đức.